# Carlo Apostolo
Carlo Apostolo (Bellinzago Novarese, 16 giugno 1881 – 29 ottobre 1934) è stato un chimico italiano.

## Biografia
Si laureò in chimica e farmacia all'Università degli Studi di Torino nel 1905, entrando l'anno successivo in qualità di assistente al Laboratorio di Chimica tecnologica del Regio Museo Industriale di Torino, dove collaborò fino alla morte.
Nel 1922, ottenne l'abilitazione alla docenza. Pubblicò alcuni studi di chimica organica, per poi concentrare la sua attenzione alla chimica applicata alla conciatura delle pelli. Contribuì anche agli studi geologici e minerari condotti nel Gebel Nefusa.

## Opere
- Sulla nitrazione del 5-iodo-2-nitrofenetolo, Roma, n/a, 1921, ISBN non esistente.
- Felice Garelli, Lezioni di chimica tecnologica: parte inorganica, (raccolta a cura di Carlo Apostolo e Massimiliano Giua), Torino, Dattilo-litografia Antonio Viretto, 1927, ISBN non esistente.
- Auguste Georges Darzens, Avviamento alla chimica, (traduzione a cura di Carlo Apostolo), Torino, Paravia, 1928, ISBN non esistente.